# Bliensbach (Wertingen)
Bliensbach ist ein Stadtteil von Wertingen im schwäbischen Landkreis Dillingen an der Donau in Bayern. Bliensbach wurde am 1. Januar 1977 nach Wertingen eingemeindet. Das Pfarrdorf liegt zweieinhalb Kilometer südöstlich von Wertingen an der Straße nach Augsburg im kleinen Tal des Mühl- bzw. Bliensbachs. Im Dezember 2022 hatte der Ort 232 Einwohner.

## Geschichte
Die Herren von Bliensbach, ein niederes Adelsgeschlecht, werden 1173 genannt. Sie hatten ihren Sitz auf dem Buchsberg, 500 Meter südöstlich der Pfarrkirche. Als ihre Nachfolger werden Ende des 13. Jahrhunderts die Herren von Zusameck genannt. Von ihnen kam der Ort an das Patriziergeschlecht der Langenmantel in Augsburg und danach an weitere Augsburger Geschlechter. Von 1378 bis zur Säkularisation 1802/03 war das Domkapitel Augsburg mehrheitlich im Besitz der Grundherrschaft, die vom Obervogtamt Zusamaltheim verwaltet wurde. Die Augsburger Klöster St. Katharina und Hl. Kreuz sowie die Martinstiftung in Augsburg waren ebenfalls im Ort begütert.

## Religionen

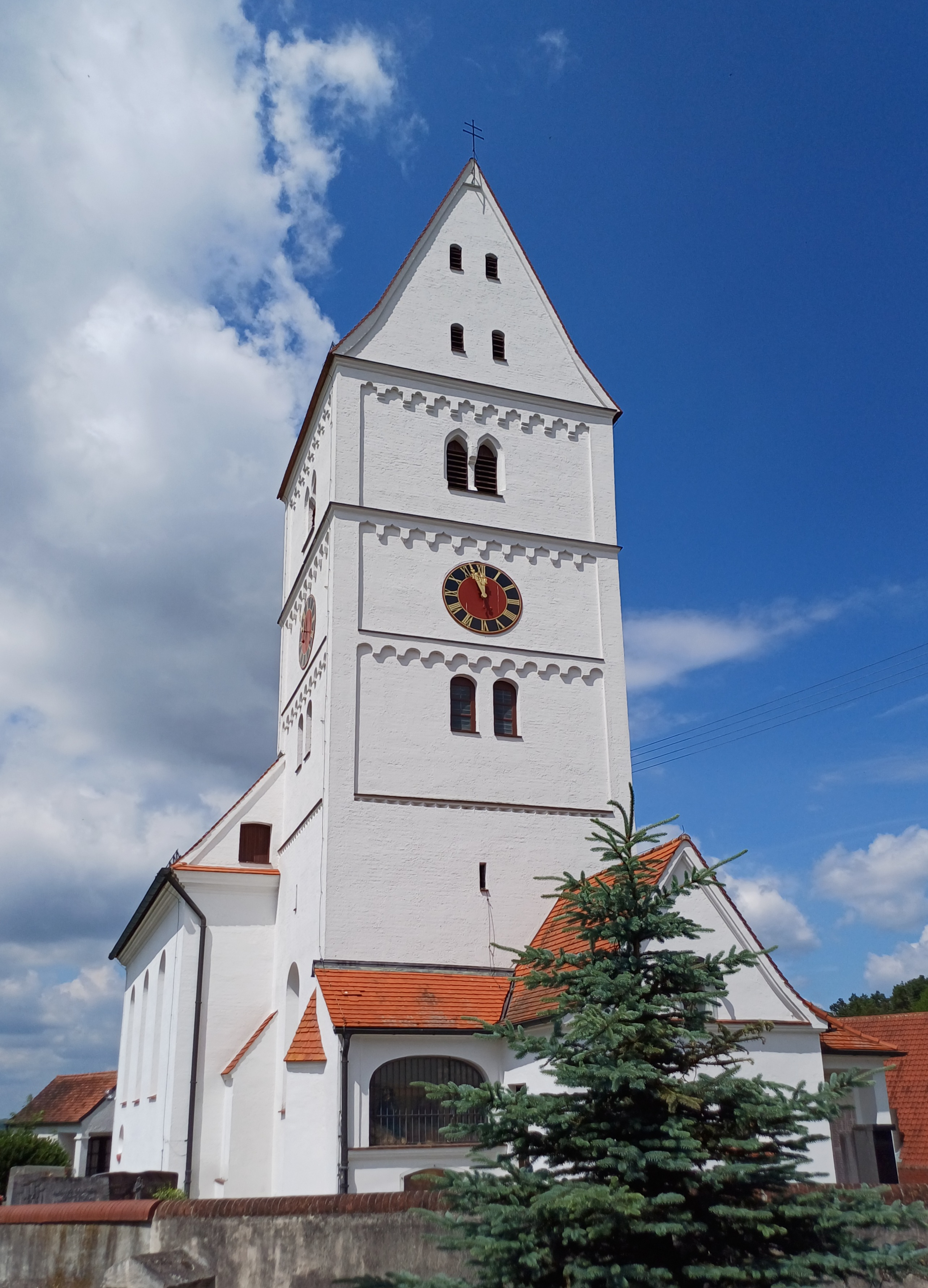
St. Margareta in Bliensbach

Bliensbach ist Sitz einer alten Pfarrei. Die römisch-katholische Pfarrkirche St. Margareta ist ein einschiffiger Bau mit einem Chor im Turmuntergeschoss aus dem 14. Jahrhundert. Das Langhaus wurde 1787 von Franz Christa errichtet. Die Fresken aus dem 14./15. Jahrhundert sind bemerkenswert. Die Pfarrgemeinde gehört zum Dekanat Dillingen im Bistum Augsburg.

## Baudenkmäler

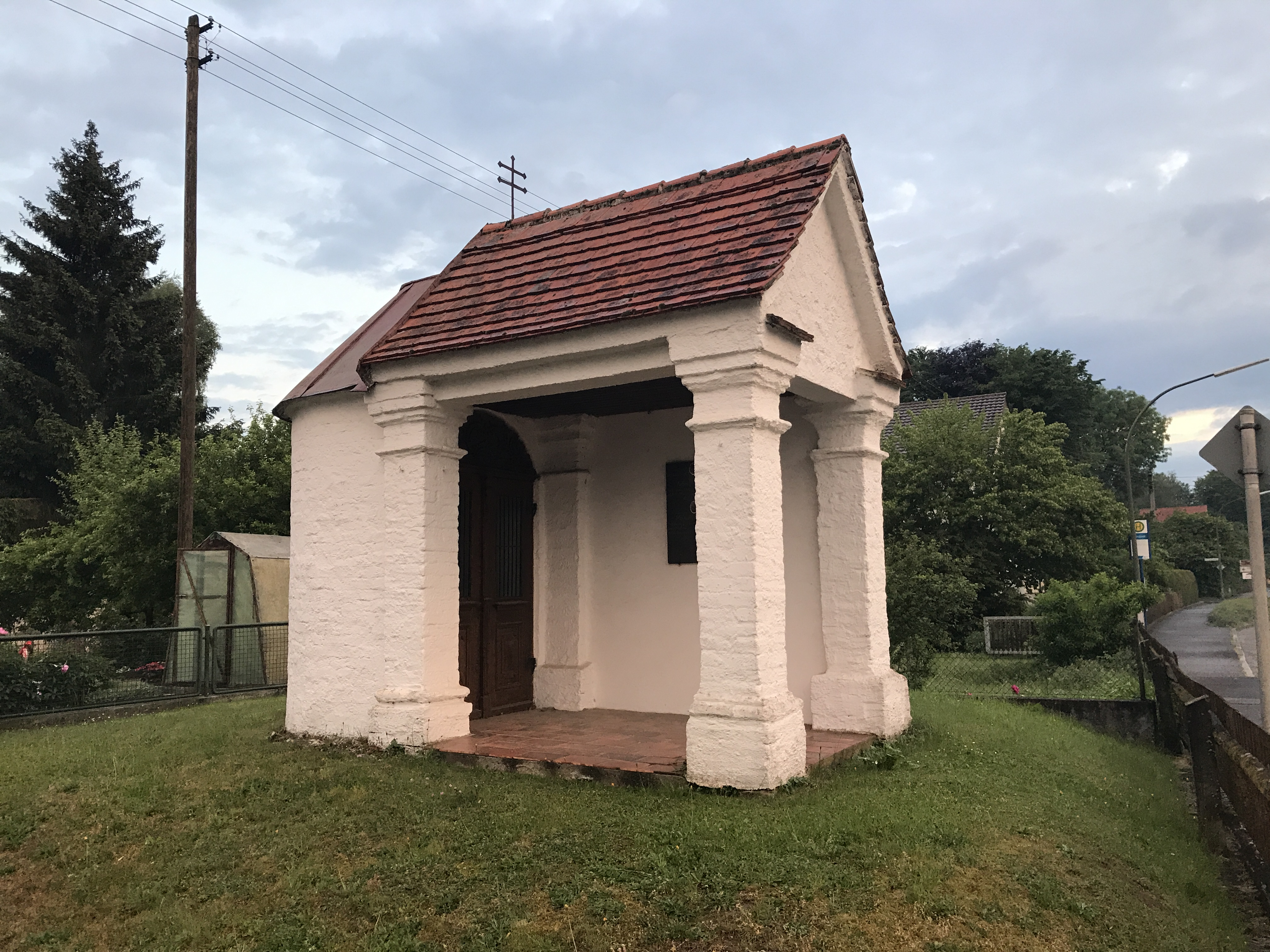
Wegkapelle in Bliensbach

Siehe: Liste der Baudenkmäler in Bliensbach

## Bodendenkmäler
Siehe: Liste der Bodendenkmäler in Wertingen